# Australian Open de 2011
O Australian Open de 2011 foi um torneio de tênis disputado nas quadras duras do Melbourne Park, em Melbourne, na Austrália, entre 17 e 30 de janeiro. Corresponde à 43ª edição da era aberta e à 99ª de todos os tempos.

## Pontuação e premiação

### Distribuição de pontos
ATP e WTA informam suas pontuações em Grand Slam, distintas entre si, em simples e em duplas. A ITF responde exclusivamente pelos juvenis e cadeirantes.
Considerado torneio amistoso, o de duplas mistas não gera pontos.
No juvenil, os simplistas jogam três fases de qualificatório, mas só os que passam à chave principal pontuam. Em duplas, a pontuação é por jogador. Os campeões de ambas modalidades recebem pontos adicionais de bônus (os valores da tabela já somam as duas pontuações).

#### Profissional
| Evento            | V    | F    | SF  | QF  | R16 | R32 | R64 | R128 | Q  | Q3 | Q2 | Q1 |
| Simples masculino | 2000 | 1200 | 720 | 360 | 180 | 90  | 45  | 10   | 25 | 16 | 8  | 0  |
| Duplas masculinas | 2000 | 1200 | 720 | 360 | 180 | 90  | 0   | —    | —  | —  | —  | —  |
| Simples feminino  | 2000 | 1400 | 900 | 500 | 280 | 160 | 100 | 5    | 60 | 50 | 40 | 2  |
| Duplas femininas  | 2000 | 1400 | 900 | 500 | 280 | 160 | 5   | —    | —  | —  | —  | —  |

| Evento            | V   | F   | SF  | QF | R16 | R32 | R64 | Q  | Q3 | Q2 | Q1 |
| Simples Masculino | 500 | 180 | 120 | 80 | 50  | 30  | 25* | 20 | 0  | 0  | 0  |
| Simples Feminino  | 500 | 180 | 120 | 80 | 50  | 30  | 25* | 20 | 0  | 0  | 0  |
| Duplas Masculinas | 360 | 120 | 80  | 50 | 30  | 0   | —   | —  | —  | —  | —  |
| Duplas Femininas  | 360 | 120 | 80  | 50 | 30  | 0   | —   | —  | —  | —  | —  |

| Evento               | V   | F   | SF/3º lugar | QF/4º lugar |
| Simples              | 800 | 500 | 375         | 100         |
| Simples tetraplégico | 800 | 500 | 375         | 100         |
| Duplas               | 800 | 500 | 100         | —           |
| Duplas tetraplégicas | 800 | 100 | —           | —           |

### Premiação
A premiação aumentou 3,8% em relação a 2010. Os títulos de simples tiveram um acréscimo de A$ 100.000 cada.
O número de participantes em simples se difere somente na fase qualificatória (128 homens contra 96 mulheres). Os valores para duplas são por par. Diferentemente da pontuação, não há recompensa aos vencedores do qualificatório.
Entre os cadeirantes, além de simples e duplas, há a adição dos mesmos eventos para tetraplégicos, o que também ocorre no US Open. Contudo, os valores dessa categoria, dos qualificatórios de simples ou per diem não são detalhados. O total da premiação inclui essas informações ocultas mais as expostas na tabela abaixo. Os juvenis não são pagos.
| Evento        | V            | F            | SF         | QF         | Últimos 16 | Últimos 32 | Últimos 64 | Últimos 128 | Q3            | Q2            | Q1            |
| Contemplados  | 1            | 1            | 2          | 4          | 8          | 16         | 32         | 64          | 16H / 12M     | 32H / 24M     | 64H / 48M     |
| Simples (2)   | A$ 2.200.000 | A$ 1.100.000 | A$ 420.000 | A$ 210.000 | A$ 93.000  | A$ 54.500  | A$ 32.000  | A$ 20.000   | não informado | não informado | não informado |
| Duplas (2)    | A$ 454.500   | A$ 227.250   | A$ 113.000 | A$ 56.000  | A$ 31.500  | A$ 17.200  | A$ 9.600   | —           | —             | —             | —             |
| Duplas mistas | A$ 135.500   | A$ 67.500    | A$ 33.900  | A$ 15.500  | A$ 7.800   | A$ 3.800   | —          | —           | —             | —             | —             |

Total da premiação: A$ 25.000.000

## Cabeças de chave

### Simples

#### Masculino
| N° | Jogador            | Percurso                | Percurso                |
| 1  | Rafael Nadal       | 1/4 de final perdeu com | David Ferrer (7)        |
| 2  | Roger Federer      | 1/2 final perdeu com    | Novak Đoković (3)       |
| 3  | Novak Đoković      | Vencedor de             | Andy Murray (5)         |
| 4  | Robin Söderling    | 1/8 de final perdeu com | Alexandr Dolgopolov     |
| 5  | Andy Murray        | Finalista vencido por   | Novak Đoković (3)       |
| 6  | Tomáš Berdych      | 1/4 de final perdeu com | Novak Đoković (3)       |
| 7  | David Ferrer       | 1/2 final perdeu com    | Andy Murray (5)         |
| 8  | Andy Roddick       | 4.º jogo perdeu com     | Stanislas Wawrinka (19) |
| 9  | Fernando Verdasco  | 4.º jogo perdeu com     | Tomáš Berdych (6)       |
| 10 | Mikhail Youzhny    | 3.º jogo perdeu com     | Milos Raonic (Q)        |
| 11 | Jürgen Melzer      | 4.º jogo perdeu com     | Andy Murray (5)         |
| 12 | Gaël Monfils       | 3.º jogo perdeu com     | Stanislas Wawrinka (19) |
| 13 | Jo-Wilfried Tsonga | 3.º jogo perdeu com     | Alexandr Dolgopolov     |
| 14 | Nicolás Almagro    | 4.º jogo perdeu com     | Novak Đoković (3)       |
| 15 | Marin Čilić        | 4.º jogo perdeu com     | Rafael Nadal (1)        |
| 16 | Mardy Fish         | 2.º jogo perdeu com     | Tommy Robredo           |

| N° | Jogador                | Percurso                    | Percurso           |
| 17 | Ivan Ljubičić          | 3.º jogo perdeu com         | Nicolás Almagro    |
| 18 | Sam Querrey            | 1.º jogo perdeu com         | Łukasz Kubot       |
| 19 | Stanislas Wawrinka     | 1/4 de final perdeu com     | Roger Federer (2)  |
| 20 | John Isner             | 3.º jogo perdeu com         | Marin Čilić (15)   |
| 21 | Marcos Baghdatis       | 3.º jogo abandonou frente a | Jürgen Melzer (11) |
| 22 | Michaël Llodra         | 2.º jogo perdeu com         | Milos Raonic (Q)   |
| 23 | Nikolay Davydenko      | 1.º jogo perdeu com         | Florian Mayer      |
| 24 | Ernests Gulbis         | 1.º jogo perdeu com         | Benjamin Becker    |
| 25 | Albert Montañés        | 2.º jogo perdeu com         | Xavier Malisse     |
| 26 | Juan Mónaco            | 2.º jogo perdeu com         | Robin Haase        |
| 27 | David Nalbandian       | 2.º jogo abandonou frente a | Ricardas Berankis  |
| 28 | Richard Gasquet        | 3.º jogo perdeu com         | Tomáš Berdych (6)  |
| 29 | Viktor Troicki         | 3.º jogo abandonou frente a | Novak Đoković (3)  |
| 30 | Thomaz Bellucci        | 2.º jogo perdeu com         | Jan Hernych (Q)    |
| 31 | Feliciano López        | 2.º jogo perdeu com         | Bernard Tomic (WC) |
| 32 | Guillermo García-López | 3.º jogo perdeu com         | Andy Murray (5)    |

## Finais

### Profissional
| Categoria | Evento    | Campeã(s)(o/ões)                 | Vice-campeã(s)(o/ões)             | Resultado        | Chave(s)  | Chave(s)       |
| --------- | --------- | -------------------------------- | --------------------------------- | ---------------- | --------- | -------------- |
| Simples   | Masculino | Novak Djokovic                   | Andy Murray                       | 6–4, 6–2, 6–3    | principal | qualificatório |
| Simples   | Feminino  | Kim Clijsters                    | Li Na                             | 3–6, 6–3, 6–3    | principal | qualificatório |
| Duplas    | Masculino | Bob Bryan Mike Bryan             | Mahesh Bhupathi Leander Paes      | 6–3, 6–4         | principal | principal      |
| Duplas    | Feminino  | Gisela Dulko Flavia Pennetta     | Victoria Azarenka Maria Kirilenko | 2–6, 7–5, 6–1    | principal | principal      |
| Duplas    | Misto     | Katarina Srebotnik Daniel Nestor | Chan Yung-jan Paul Hanley         | 6–3, 3–6, [10–7] | principal | principal      |

### Juvenil
| Categoria | Evento    | Campeã(s)(o/ões)               | Vice-campeã(s)(o/ões)          | Resultado | Chave(s)  | Chave(s)       |
| --------- | --------- | ------------------------------ | ------------------------------ | --------- | --------- | -------------- |
| Simples   | Masculino | Jiří Veselý                    | Luke Saville                   | 6–0, 6–3  | principal | qualificatório |
| Simples   | Feminino  | An-Sophie Mestach              | Mónica Puig                    | 6–4, 6–2  | principal | qualificatório |
| Duplas    | Masculino | Filip Horanský Jiří Veselý     | Ben Wagland Andrew Whittington | 6–4, 6–4  | principal | principal      |
| Duplas    | Feminino  | An-Sophie Mestach Demi Schuurs | Eri Hozumi Miyu Kato           | 6–2, 6–3  | principal | principal      |

### Cadeirante
| Categoria | Evento       | Campeã(s)(o/ões)                | Vice-campeã(s)(o/ões)          | Resultado | Chave     |
| --------- | ------------ | ------------------------------- | ------------------------------ | --------- | --------- |
| Simples   | Masculino    | Shingo Kunieda                  | Stéphane Houdet                | 6–0, 6–3  | principal |
| Simples   | Feminino     | Esther Vergeer                  | Daniela di Toro                | 6–0, 6–0  | principal |
| Simples   | Tetraplégico | David Wagner                    | Peter Norfolk                  | 6–2, 6–3  | principal |
| Duplas    | Masculino    | Shingo Kunieda Maikel Scheffers | Stéphane Houdet Nicolas Peifer | 6–3, 6–3  | principal |
| Duplas    | Feminino     | Esther Vergeer Sharon Walraven  | Jiske Griffioen Aniek van Koot | 6–0, 6–2  | principal |
| Duplas    | Tetraplégico | Andrew Lapthorne Peter Norfolk  | Nicholas Taylor David Wagner   | 6–3, 6–3  | principal |